# Offentlighetsprincipen
Offentlighetsprincipen består i Skandinavien av principen att alla ska ha rätt att ta del av allmänna handlingar som inte är sekretessbelagda (handlingsoffentligheten) och rätten att närvara vid domstolsförhandlingar och beslutande politiska sammanträden (förhandlingsoffentligheten). I allmänhet syftar begreppet offentlighetsprincipen på handlingsoffentligheten. Liknande lagar finns i fler än 70 länder, varav 19 länders lagstiftning även innefattar privata aktörer. Bland de senare återfinns bl.a. Tjeckien, Estland, Finland, Frankrike, Sydafrika och Storbritannien. Man talar då ofta om informationsfrihet (freedom of information).

## Offentlighetsprincipen i Sverige
Offentlighetsprincipen har funnits i Sverige sedan 1766 och regleras i Sverige i grundlag, i tryckfrihetsförordningen (TF). Rätten att ta del av handlingar har länge haft en stark koppling till tryckfriheten, och inledningsvis var syftet att myndigheternas handlingar skulle kunna tryckas och därmed offentliggöras. Handlingsoffentlighet har uttryckligen funnits i de tryckfrihetsförordningar som tillkom 1766, 1774, 1810, 1812 och 1950, och torde även ha tillämpats under tiden 1792 års tryckfrihetsförordning gällde. Inte heller vid Gustav III:s statskupp 1772 avskaffades offentlighetsprincipen i praktiken, även om 1766 års tryckfrihetsförordning upphörde, och Gustav III beslutade 1773 uttryckligen att handlingar i mål mellan enskilda i Justitierevisionen skulle lämnas ut till den som ville trycka sådana. Under en period 1809-1810 reglerades principen endast i 1809 års regeringsform, i 86 §. Sekretessbestämmelser förekom i äldre tryckfrihetsförordningar och även Kungl. Maj:t beslutade att handlingar inte fick lämnas ut. 
I TF 2 kap. 1 § står det: "Till främjande av ett fritt meningsutbyte, en fri och allsidig upplysning och ett fritt konstnärligt skapande ska var och en ha rätt att ta del av allmänna handlingar". En handling är enligt grundlagstexten "en framställning i skrift eller bild samt en upptagning som endast med tekniska hjälpmedel kan läsas eller avlyssnas eller uppfattas på annat sätt". En handling "är ett föremål som innehåller information av något slag". Det kan handla exempelvis om handskrivna, tryckta eller elektroniska handlingar eller upptagningar på band. Bland föremål som inte bör kunna betraktas som handlingar, men som i praktiken skulle kunna finnas hos en myndighet, kan nämnas "begagnade strumpor, medicin i tablettform, havreflarn [... och] kräftskal". De kläder som Lisbeth Palme bar vid mordet på hennes make Olof Palme har av domstol inte betraktats som handlingar.
Med allmän handling menas varje handling, som är förvarad hos en myndighet, samt har inkommit till den utifrån eller har upprättats inom myndigheten. En handling är förvarad om myndigheten har tillgång till informationen, tekniskt eller praktiskt. En handling blir "upprättad" genom att expedieras till någon utanför myndigheten (och med "utanför myndigheten" avses även självständiga verksamhetsgrenar inom samma myndighet). Om handlingen inte ska expedieras blir den allmän om den finns kvar i ärendet när detta har slutbehandlats. En handling, som inte expedieras och som inte tillhör ett ärende, blir allmän när den färdigställts. När man avgör om en handling är färdigställd eller inte kan man beakta bl.a. att handlingen har spridits för kännedom inom myndigheten, att handlingen är daterad och undertecknad eller att det varit "myndighetens avsikt att innehållet i handlingen ska vara styrande för verksamheten i något avseende".
Vissa särskilda regler finns - exempelvis är anteckningar i ett diarium eller någon annan form av löpande kronologisk förteckning allmänna handlingar, trots att förteckningen inte har fått sin slutliga form. Handlingar som är utkast och som skapas medan en myndighet förbereder ett avgörande av ett ärende ("minnesanteckningar") blir i regel inte allmänna. Om sådant material arkiveras eller skickas till annan myndighet, blir det genast allmän handling.
Offentlighetsprincipen är till för att allmänheten ska ha god insyn i och kunna utöva medborgerlig kontroll över myndigheternas agerande. Den ger dock inte offentlighet åt allt myndighetsarbete. Så är till exempel styrelsers och arbetande kommittéers överläggningar som regel inte offentliga.
Viktigt är också att skilja mellan allmän handling och offentlig handling: en allmän handling (alltså en handling som är förvarad, inkommen till eller upprättad hos myndigheten) behöver inte samtidigt vara offentlig. För att en handling skall vara offentlig krävs (1) att den är en allmän handling och (2) att den inte är sekretessbelagd. Så till exempel är en sjukhusjournal en allmän handling men inte en offentlig handling. Vem som helst kan alltså inte få tillgång till den, utan en sekretessprövning görs enligt 25 kap. 1 § offentlighets- och sekretesslagen.

### Begränsningar och brott
Till skydd för vissa enskilda och allmänna intressen finns, som ovan har nämnts, preciserade begränsningar av offentligheten angivna i offentlighets- och sekretesslagen (tidigare sekretesslagen). Utlämnande av allmän handling i strid mot bestämmelserna i offentlighets- och sekretesslagen kan räknas som brott mot tystnadsplikt enligt brottsbalken. Brottet kallas "oriktigt utlämnande av en allmän handling som inte är tillgänglig för var och en" om handlingen har lämnats ut för att publiceras i en tryckt skrift.
Offentlighetsprincipen begränsas också i praktiken av att allmänna handlingar får gallras bort enligt föreskrifter i lagar och förordningar, eller enligt beslut av riksarkivet. Huvudprincipen för gallring är att informationsvärdet av handlingarna ska vara avgörande, men även ekonomiska skäl vägs in. Stora serier av handlingar med få intressanta uppgifter kan därför gallras bort för att arkivkostnaden bedöms för hög i förhållande till allmännyttan. Vissa handlingar, såsom reklam, kan gallras bort omgående.

### Den enskildes rättigheter
Det finns två sätt att ta del av allmänna och offentliga handlingar. Alla har i princip rätt att, utan att någon avgift får tas ut, ta del av alla offentliga handlingar i myndighetens lokaler, i original, och får skriva av dem, fotografera dem och liknande. Denna rätt gäller bara "på stället", dvs. på det verksamhetsställe där handlingen förvaras. "Myndigheten är dock inte skyldig att - sedan den sekretessprövat handlingen - tillhandahålla den på något annat ställe än det där myndigheten förvarar den", enligt Högsta förvaltningsdomstolen.
Det finns två undantag från rätten att ta del av allmänna handlingar "på stället". Handlingar behöver inte tillhandahållas om "betydande hinder möter". Handlingar, som en myndighet har i form av en upptagning (dvs. en handling som bara kan läsas med tekniskt hjälpmedel) behöver inte tillhandahållas, "om sökanden utan beaktansvärd olägenhet kan ta del av upptagningen hos närbelägen myndighet". Sekretessjuristen Veronica C. Andersson (2018) skriver att handlingen ska finnas hos den närbelägna myndigheten - som normalt ska vara belägen i samma stadssamhälle - i läsbar form, och att myndigheten inte kan hänvisa till den närbelagda myndigheten när det rör "exempelvis musik och inspelningar av djurläten" eftersom sådana "knappast [kan] återges i textform utan informationsbortfall". Hon skriver även att om "den sökande är synskadad eller frihetsberövad bör inte heller hänvisning ske".
Man har också rätt att få kopior av handlingarna mot avgift enligt fastställd taxa. Var och en har rätt att betala avgiften för avskrifter och kopior av allmänna handlingar med kontanter, dvs. av Riksbanken utgivna sedlar och mynt. Myndigheter har rätt att ta ut avgiften i förskott om det finns skäl för detta i det enskilda fallet.
Kopior kan skickas per post. Rätten att få kopior omfattar bara papperskopior - en myndighet är inte skyldig att lämna ut en digital kopia, varken via e-brev eller på någon typ av lagringsmedium. Däremot får myndigheten välja att lämna ut en elektronisk kopia när en sådan begärs, om det är smidigare för myndigheten och om det kan ske utan risk för intrång i den personliga integriteten.
Ett undantag finns från rätten att få kopior. En kopia av en karta, ritning, bild och teknisk upptagning som inte är elektronisk (t.ex. ett kassettband) behöver enligt lagtexten inte framställas "om det skulle innebära svårigheter och handlingen kan tillhandahållas på stället".
Man har rätt att begära ut handlingarna anonymt. Man behöver inte heller avslöja varför man vill ha informationen, utom om det behövs för att myndigheten ska kunna bedöma om det föreligger hinder för utlämnande enligt offentlighets- och sekretesslagen.
Allmänna och offentliga handlingar ska lämnas ut "skyndsamt". Det betyder att myndigheten under normal arbetstid ska börja leta fram handlingarna genast – handlingen ska normalt lämnas ut samma dag eller senast dagen efter. Är sökanden på plats hos myndigheten ska handlingar lämnas ut "genast"; det betyder att man ska få handlingen med en gång om inte "betydande hinder möter". Justitieombudsmannen ansåg att en anstaltschef på anstalten Ringsjön en sommardag skulle ha påbörjat utlämnandet av några få handlingar när 40 minuter återstod av hans arbetstid. En tjänsteman som vägrar att lämna ut en handling ska enligt offentlighets- och sekretesslagen lämna information "om möjligheten att begära myndighetens prövning och att det krävs ett skriftligt beslut av myndigheten för att beslutet ska kunna överklagas". Om sökanden begär ett beslut ska myndigheten fatta ett sådant skyndsamt, och i detta uppge vilka lagrum i tryckfrihetsförordningen eller offentlighets- och sekretesslagen man stödjer sin uppfattning på. Åsidosättande av offentlighetsprincipen kan anmälas till Justitieombudsmannen, JO, eller till Justitiekanslern, JK. Att vägra följa offentlighetsprincipen kan innebära att man gör sig skyldig till tjänstefel.

### Offentlighetsprincipen i praktiken
I samband med att tidningen Aftonbladet 2012 begärde ut representationsnotor från Näringsdepartementet framkom att alla departement utom ett regelmässigt informerar sina pressavdelningar när de lämnar ut handlingar till journalister som de tror kan väcka frågor. Förfarandet anmäldes för prövning i Konstitutionsutskottet och Aftonbladet anmälde Näringsdepartementet till Justitieombudsmannen för det fördröjda utlämnandet av handlingarna.
Våren 2017 genomförde projektet Undervaka en granskning av offentlighetsprincipen och öppenheten i Sveriges samtliga kommunstyrelser. Granskningen visade att den pappersbaserade offentlighetsprincipen i stort sett fungerar väl i Sverige. Samtidigt finns det stora brister och ojämlikheter vad avser tillgången till elektroniska handlingar och digital information. Justitiekansler Anna Skarhed kommenterade den bild som framkom i rapporten på följande sätt: "Vi har en lagstiftning som är så krånglig att inte ens experterna förstår den och kan tillämpa den - det är inte okej!"
Tidigt 2020 rapporterade radioprogrammet Medierna att likhet inför lagen inte alltid tillämpas vid domstolar vid uthämtning av offentliga handlingar i digitala format och att journalister vid stora mediehus i praktiken får ta del av dokument lättare. Yttrandefrihetsexperten Nils Funcke var kritisk och liknade det vid ett skråväsen.
Under december 2023 började Umeå tingsrätt att vägra lämna ut allmänna handlingar till Nyhetsbyrån Siren. Därefter har vissa domstolarna ställt allt hårdare krav på nyhetsbyråer angående behandlingen av personuppgifter i allmänna handlingar. Bakgrunden är en ny tolkning av dataskyddsförordningen (GDPR), som i egenskap av en EU-förordning har företräde framför svensk grundlag enligt EU-domstolens rättspraxis. Denna nya tolkning av den rättsliga regleringen har mött omfattande kritik, bland annat från Tidningsutgivarna.

### Föreslagen insynsprincip
I mars 2023 beslutade regeringen att utreda en insynsprincip för privatskolor, där insynsprincipen inte skulle innebära lika högt ställda krav som offentlighetsprincipen. Värt att notera i sammanhanget är att i ett blandekonomiskt system så finns där som oftast inte någon standard för insyn i privat sektor.

## Offentlighetsprincipen i Finland
Offentlighetprincipen slås fast i Finlands grundlag (12 § 2 mom): "Handlingar och upptagningar som innehas av myndigheterna är offentliga, om inte offentligheten av tvingande skäl särskilt har begränsats genom lag. Var och en har rätt att ta del av offentliga handlingar och upptagningar. Handlingen kan vara ett vanligt pappersdokument, men lika gärna en framställning som man kan läsa, lyssna på eller uppfatta på annat sätt med ett tekniskt hjälpmedel."
Närmare bestämmelser finns i Lag om offentlighet i myndigheternas verksamhet (21.5.1999/621).
På Åland gäller Landskapslag om allmänna handlingars offentlighet (1977:72).

## Offentlighetsprincipen inom Europeiska unionen
Sedan 2001 ligger också en typ av offentlighetsprincip till grund för allmänhetens tillgång till handlingar inom Europeiska unionen. Enligt både fördraget om Europeiska unionens funktionssätt och offentlighetsförordningen ska handlingar lämnas ut på begäran, normalt sett inom 15 arbetsdagar och på vilket av unionens officiella språk som helst. Dock finns det ett antal långtgående undantag som möjliggör för inskränkningar av denna offentlighetsprincip, till exempel med hänsyn till allmän säkerhet, den enskildes privatliv och företags affärsintressen. Dessutom kan institutionerna vägra att lämna ut interna handlingar som utgör underlag för beslutsprocesser som är pågående om ett utlämnande antas kunna påverka beslutsprocessen. Lagförslag och antagna lagstiftningsakter offentliggörs alltid; annars kan de inte träda i kraft. Samma sak gäller alla andra typer av beslut som riktar sig till allmänheten. Offentliggörande sker i Europeiska unionens officiella tidning.
Offentlighetsförordningen omfattar endast Europaparlamentet, Europeiska unionens råd och Europeiska kommissionen, även om vissa av unionens andra institutioner, organ och byråer också har antagit motsvarande regelverk. Genom Lissabonfördraget, som trädde i kraft den 1 december 2009, skärptes kraven kring öppenhet. Baserat på det föreslog kommissionen under 2011 en ändring av offentlighetsförordningen som skulle utvidga den till att omfatta samtliga av unionens institutioner, organ och byråer. De lagstiftande institutionerna – Europaparlamentet och rådet – har dock inte kunnat enas om lagförslaget.